# Condado de Van Zandt
El condado de Van Zandt es un condado del estado de Texas, Estados Unidos. Tiene una población estimada, a mediados de 2023, de 64 000 habitantes.
La sede del condado es Canton, que es también su mayor ciudad.
El condado tiene una superficie total de 2220 km², de los cuales 40 km² están cubiertos de agua.
Fue fundado en 1848.

## Demografía

### Censo de 2020
Según el censo de 2020, en ese momento el condado tenía una población de 59 541 habitantes. La densidad de población era de 27 hab/km².
| Raza                   | Núm.   | Porc.  |
| ---------------------- | ------ | ------ |
| Blancos                | 49 904 | 83.81% |
| Afroamericanos         | 1542   | 2.59%  |
| Amerindios             | 473    | 0.79%  |
| Asiáticos              | 275    | 0.46%  |
| Isleños del Pacífico   | 30     | 0.05%  |
| De otras razas         | 2542   | 4.27%  |
| De una mezcla de razas | 4775   | 8.02%  |

Del total de la población, el 11.88% de los habitantes eran hispanos o latinos de cualquier raza.

### Estimación 2018-2022
Según la estimación 2018-2022 de la Oficina del Censo, el 22.8% de los habitantes tienen menos de 18 años, el 57.1% tienen entre 18 y 64 años, y el 20.1% tienen 65 años o más. La edad promedio es de 42.0 años.
Los ingresos medios de los hogares del condado son de $62,334 y los ingresos medios de las familias son de $75,313. Los ingresos per cápita en los últimos doce meses, medidos en dólares de 2022, son de $33,092. Alrededor del 13.1% de la población está por debajo de la línea de pobreza, entre ellos el 17.1% de los menores de 18 años y el 10.7% de quienes tienen 65 años o más.